# Континуум Гернсбека
«Континуум Гернсбека» (англ. The Gernsback Continuum) — науково-фантастичне оповідання американо-канадського письменника Вільяма Гібсона, вперше опублікована у антології «Universe 11» у 1981 році. Пізніше його було передруковано в збірці Гібсона «Burning Chrome» і в «Mirrorshades» під редакцією Брюса Стерлінга.

## Головні герої
- Оповідач — американський фотограф і працівник «Берріс-Вотфорд».
- Коен — знайомий головного героя, працівник лондонського видавництва «Берріс-Вотфорд».
- Діалта Даунс — спеціаліст по архітектурі американських будівель, ініціаторка найновішого журналу «Берріс-Вотфорд».
- Мерв Кін — журналіст-фрілансер знавець багатьох конспірологічних теорій.

## Сюжет
Коен і Діалта Даунс поручають головному герою фотографувати американські будівлі 
для ілюстрованого журналу «Повітряне місто майбутнього: Завтра якого ніколи не було».
Головний герой фотографую каліфорнійські заправки, завод «Кока-Кола», кінотеатри п'ятого показу. Однак, готуючись знімати будівлю зразка мангівської марсіанської архітектури, бачить над собою літак, схожий на роздутий бумеранг із дванадцятьма двигунами.
Після цього, оповідач приїжджає до Мерва Кіна, і той йому пояснює йому, що побачене ним було «семіотичним привидом» (науково-фантастичний образ, який вкорінився у суспільство, що почало з'являтися їм у вигляді галюцинацій). Він рекомендує головному персонажу подивитися на телевізорі: ігрові шоу, мильні опери або порно.
Фотограф поїхав від Кіна, попередньо з'ївши «таблетку стимулятора, що кришиться». Після довгої поїздки на машині він зупинився на узбіччі і заснув, стомлений від втоми. Прокинувшись, він побачив місто Тусон втраченого майбутнього, ніби списаний з декорацій для фільмів «Метрополіс» і «Зовнішність майбутнього».
Завершивши роботу, фотограф виїхав у  Сан-Франциско, взяв квитки на літак до Нью-Йорка і в спробі позбутися залишків видіння, що його лякали, купив газети з новинами про бензинову кризу та ядерну загрозу. У кіоску чоловік розказував йому «У якому божевільному світі ми живемо», на що головний герой відповів: «Або ще гірше він міг би бути ідеальним».

## Цікаві факти
- Назва оповідання відсилає на Г’юго Гернсбека, піонера пульп-журналу наукової фантастики.
- «Континуум Гернсбека» був адаптований у 1993 році як Tomorrow Calling, короткометражний телефільм Тіма Леандро для Film4 Productions. Спочатку фільм був показаний на Channel 4, а також був представлений на Британському кінофестивалі 4–10 жовтня 1996 року[2].